# Cayman Islands Stock Exchange
Die Cayman Islands Stock Exchange (CSX) ist eine Wertpapierbörse mit Sitz in George Town, Grand Cayman, Cayman Islands. Sie wurde 1996 offiziell begründet und im Juli 1997 in Betrieb genommen und befindet sich vollständig im Besitz der Regierung der Cayman Islands. Die CSX wurde im Juli 1999 von der Londoner Börse als offizieller Handelsplatz anerkannt.
Über 1.000 Aktien, Anleihen, Optionsscheine und Global Depositary Receipts sind an der CSX notiert. Vorsitzender von CSX ist Anthony Travers, ein ehemaliger Senior Partner der Anwaltskanzlei Maples and Calder. Die Börse befindet sich am Elizabethan Square in der Innenstadt von George Town. Die Börse nutzte eine vollelektronische Handelsplattform, die in Zusammenarbeit mit Bloomberg entwickelt wurde. Heutzutage setzt die Börse auf das von der Frankfurter Börse entwickelte System XETRA.

## Geschichte
Die CSX wurde ursprünglich gegründet, um eine Listungsmöglichkeit für die Spezialprodukte der Cayman-Inseln – Investmentfonds und spezialisierte Wertpapierschuldtitel – zu schaffen. Die Fähigkeiten der CSX erstrecken sich nun auf anspruchsvolle Vehikel und Strukturen, einschließlich der Notierung von Derivaten, Hinterlegungsscheinen, Anleihen, Vorzugsaktien und internationalem Eigenkapital. Die CSX verfügt derzeit über mehr als 1.400 Notierungen und eine Marktkapitalisierung von mehr als 123 Milliarden US-Dollar. Weitere Meilensteine waren:
- Im Jahr 2006 wurden vor der 10-Jahres-Marke mehr als 1.000 Einträge verzeichnet, wobei seit der Gründung jedes Jahr durchschnittlich zweistellige Einträge zu verzeichnen sind
- Im Jahr 2005 wurde der Break-Even-Status ganze zwei Jahre früher als geplant erreicht, was es der CSX ermöglichte, einen positiven Beitrag zu den Staatsfinanzen zu leisten
- Im Jahr 2004 wurde der CSX im März 2004 vom Finanzamt der Status einer „anerkannten Börse“ verliehen, was die kommerzielle Attraktivität der CSX für britische Investoren erheblich steigerte
- Im Jahr 2003 wurde er als assoziiertes Mitglied der International Organization of Securities Commissions (IOSCO) aufgenommen.
- Im Jahr 2001 wurde sie als erste Offshore-Börse Mitglied der Intermarket Surveillance Group, einer selbstverwalteten Vereinigung von Börsen und Börsenregulierungsbehörden aus der ganzen Welt, die sich für den Informationsaustausch und die Verbesserung der Marktüberwachungsverfahren einsetzt
- 1999 wurde sie als erste Offshore-Börse an der Londoner Börse registriert